# Harald Blåtand
Harald I o Harald Blåtand ("Gran Home Bru", mal interpret com "Dent Blava"), mort en 986, va ser rei de Dinamarca aproximadament des de 958 fins a la seva mort, i rei de Noruega al voltant de 970. Promotor de la difusió del cristianisme a Dinamarca, és venerat com a sant per diverses confessions cristianes.

## Biografia

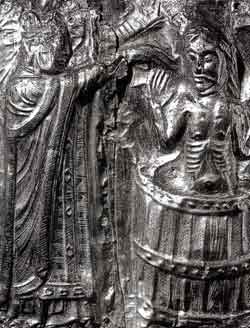
Harald batejat per Poppo el monjo, 970

Va succeir els seus pares, Gorm el Vell (rei de Jutlàndia), i Thyra Danebod (suposada esposa de Harold Klak, jarl de Jutlàndia). A principis del segle x els vikings dominaven el nord d'Europa establint regnes governats per clans familiars amb un rei al capdavant; el d'Harald va ser el primer cas conegut d'un rei escandinau que traspassava el poder al seu fill, ja que anteriorment a la mort d'un rei, altres grans homes lluitaven entre si pel poder. El seu nom va ser aviat conegut a tota Escandinàvia i va esdevenir un important personatge del nord d'Europa. Fou anomenat ‘Blåtand', ‘Blå’ per la seva pell bruna i pèl fosc, i ‘tand' que significa gran home; no obstant això en traduir el malnom a l'anglès, ‘Blåtand' es va interpretar com a Bluetooth ("dent blava"), encara que també conten que aquest nom se li va atribuir per haver patit eritroblatosi fetal, malaltia que hauria fet que alguna de les seves dents tingués un color blavós.
Va establir el leidang, un sistema de defensa costanera, l'any 955. La gran fita de Harald va ser la conversió al cristianisme d'aquests països nòrdics. En l'any 960, el rei Harald va rebre la visita d'un sacerdot enviat pel poble germànic per a convèncer-lo que únicament existia un sol Déu que vivia en el cel i era cristià i no nou com creien els vikings. Harald ‘Blåtand' va desconfiar del sacerdot i li va dir que si aquest Déu existia podria protegir-lo quan ell li posés un ferro roent a la mà. Miraculosament el sacerdot no va sofrir cap mal i des d'aquest instant Harald va ser batejat i convertit al cristianisme, obligant tot el seu regne a abraçar la fe cristiana. La majoria dels súbdits no van abandonar les seves anteriors creences. Harald Bluetooth va morir cap al 986, presumiblement a les mans del seu fill Sven Tveskæg, que conqueriria Anglaterra l'any 1013.
Diverses sagues nòrdiques l'identifiquen com fundador de la germandat de mercenaris coneguda com a Jomsvikings.

## Ús del malnom a la telefonia
Onze segles després, la companyia Ericsson anomenà Bluetooth a una nova tecnologia en memòria d'Harald, que va unificar Dinamarca i Noruega i va posar fi a l'era vikinga després d'haver llegit el llibre The long ships, de Frans G. Bengtsson. A l'inici de l'any 2000, el ‘Bluetooth Special Interest Group (SIG)’, format per importants empreses com Nokia, Ericsson, 3Com, Lucent, Microsoft, Motorola, To-shiba, IBM i Intel va llançar un logotip que juga amb la «H» i la «B», les inicials del rei Harald Bluetooth.